# Miłaszewicze
Miłaszewicze (biał. Мілашавічы, Miłaszawiczy; ros. Милошевичи, Miłoszewiczi) – agromiasteczko na Białorusi, w obwodzie homelskim, w rejonie lelczyckim, w sielsowiecie Miłaszewicze, nad Uborcią, przy granicy z Ukrainą i przy drodze republikańskiej R36.

## Historia
W XIX i w początkach XX w. wieś i duży majątek ziemski położone w Rosji, w guberni mińskiej, w powiecie mozyrskim, w gminie Tonież. Znajdowała się tu cerkiew. Opisywane były wówczas jako najgłuchszy zakątek w mozyrskiem.
Po I wojnie światowej pod administracją polską, w Zarządzie Cywilnym Ziem Wschodnich, w okręgu brzeskim, w powiecie mozyrskim, w gminie Tonież.
W wyniku postanowień traktatu ryskiego znalazły się w granicach Związku Sowieckiego. Od 1991 w niepodległej Białorusi.